# János Rózsa
Pour les articles homonymes, voir Rózsa.
Dans le nom hongrois Rózsa János, le nom de famille précède le prénom, mais cet article utilise l’ordre habituel en français János Rózsa, où le prénom précède le nom.
János Rózsa (né le 19 octobre 1937 à Budapest) est un producteur et réalisateur hongrois.

## Biographie
La carrière initiale de János Rózsa a suivi un itinéraire parallèle à celui de Ferenc Kardos, autre cinéaste hongrois : il étudie à l'École supérieure d'art dramatique et cinématographique (Színház- és Filmművészeti Főiskola) de Budapest de 1956 à 1961, puis entre au studio Béla Balázs, où il tourne plusieurs courts métrages sur la jeunesse et l'enfance. Il signe, avec Ferenc Kardos, son premier long métrage destiné à un public d'adolescents, Grimaces. Le film est présenté à la Semaine de la Critique au Festival de Cannes 1966. La revue Cinéma 66, dans un article anonyme, en salue le charme, mais les avis critiques sont plutôt partagés. En 1974, Jeunesse rêveuse, adaptation d'un roman de Béla Balázs, constitue une de ses meilleures réussites dans l'évocation du monde de l'adolescence, qu'il situe ici au début du siècle. Suivent deux films consacrés aux problèmes de la pédagogie et aux difficultés de la jeunesse : Foot à l'araignée (1976), comédie axée sur le milieu enseignant à Budapest, puis, Le Trompette (1978), se déroulant dans une Hongrie, à l'aube du Siècle des Lumières, vue par les yeux d'un garçon de quinze ans « engagé, par hasard, dans une guerre sociale dévoyée. » (Jean-Pierre Jeancolas, L'Œil hongrois, Quatre décennies de cinéma hongrois à Budapest 1963-2000, Magyar Filmunió). En 1979, après un long travail préparatoire avec le scénariste István Kardos, Rózsa tourne Les Parents du dimanche, distribué en France en mars 1981. Le film traite d'adolescents, livrés à eux-mêmes et sombrant dans la délinquance et la toxicomanie. En 1981, Mascotte creuse le même sillon sans retrouver le niveau du précédent film. 
Après quelques années de silence et un séjour aux États-Unis, Rózsa réalise un film, sorti en 1987, qui renoue avec l'esprit des Parents du dimanche : Bises, Maman (Csók, Anyu !), « constat méchant des ravages que la vie moderne exerce sur une famille de cadres budapestois acquis à la société de consommation. » (Jean-Pierre Jeancolas, op. cité)
Il reçoit le prix Kossuth en 2009.

## Filmographie partielle
- 1966 : Grimaces (Gyerekbetegségek), en coréalisation avec Ferenc Kardos
- 1970 : Les Adorables (Bűbájosok)
- 1974 : Jeunesse rêveuse (Álmodo ifjúság)
- 1976 : Foot à l'araignée (Pókfoci)
- 1978 : Le Champ de bataille (Csatatér) (documentaire)
- 1979 : Le Trompette (A trombitás)
- 1980 : Les Parents du dimanche (Vasárnapi szülők)
- 1982 : Mascotte (Kabala)
- 1984 : La Nuit du Sabbat (Boszorkányszombat)
- 1987 : Bises, Maman (Csók, Anyu)
- 1989 : La Valise volante (Ismerelten ismerős)
- 1991 : Félálom
- 1994 : Jó éjt kerályfi